# Добряни (Тростянецька сільська громада)
Добря́ни — село в Україні, у Стрийському районі Львівської області. Населення становить 366 осіб. Орган місцевого самоврядування — Тростянецька сільська рада.

## Географія
У селі бере початок річка Прірва.

## Історія
Село знаходиться на північній окраїні району. У давнину належало до так званих королівщин, тому тут періодично проводились переписи маєтків (люстрації) для збирання податків. У 1515 році село займало 9 ланів землі. Тут існувала корчма та жорна, на яких селяни мололи своє зерно. Податок з корчми та жорен становив разом 12 грошів за рік.
Пізніше за часів управління Сигізмунда І (1506—1548) королівські прислужники пробували збільшити панщину: вони переміряли сільські землі і наказали працювати по 2 дні на тиждень від лану. Селяни були категорично проти цього і в 1537 році їм навіть вдалося якимось чином добитися в королівській канцелярії підтвердження свого привілею на восьмигодинну панщину, яку й виконували до 1565 року.
Люстрація того ж 1565 року вказує, що в селі проживало 68 селянських сімей, сімнадцять з яких були недавно поселені на поміщицьких та пустуючих землях. Уже в цей час у селі було помітне майнове розшарування селянства: п"ять сімей мали по 10 гектарів землі, п"ять — по 7,5, тридцять три — по 5, чотири — по 2,5гектара. Нові поселенці були наділені півлановими (10 га) наділами, за які повинні були відробляти по два дні панщини на тиждень.
У селі був млин на один камінь і фільварок. У фільварку нараховувалось 53 голови великої рогатої худоби, 78 свиней, 120 штук птиці. Фільварковий врожай становив 1005 кіп різного зерна (копа — 60 снопків). В основному сіяли жито, овес, гречку.
До нашого часу дійшло дві люстрації Добрян з 1570 року. Тоді село спробували ще раз перевести на відроблення дводенної панщини і тому адміністрація фільварку силою примушувала селян освоювати нові землі, щоб їхні наділи досягали 20 гектарів. До фільварку належало 90 гектарів, і щоб забезпечити його робочою силою, сюди примушували ходити на панщину людей з Люб"ян, Бродок, Димівки.
Усім життям сільської громади керував тивун. За свою службу він був звільнений від сплати податків. А представником королівської влади в селі був війт, який і був господарем фільварку. З усіх податків шоста частина йшла йому.
З податкогвого реєстру 1603 р. дізнаємося, що в селі було вже чимало бідняків — 2 загородники та 20 комірників. І одні і другі були безземельні.
Сумну картину господарського становища села після серії татарських нападів подає люстрація 1628 р. Із 17 ланів оброблялися лише 5. у селі проживало лише 9 сімей на п"ятигектарних наділах. Тут же вказується, що в Добрянах збирали мито, сума якого становила 30 золотих на рік (у 5 разів більша від прибутку млина).
Особливо пограбували Добряни у 1647 р. війська князя Яреми Вишневецького. Пізньої осені 1648 р. село знищили татари. У Львівському центральному державному історичному архіві зберігається свідчення селян Хоми Яценишина і Сеня Рум"яча про неможливість сплати селом подимного податку в 1649 р.12 лютого 1694 р., після невдалої спроби захоплення Львова, у Добрянах при відступі ночувала 60 000 татарська орда, яка спалила село. У 1772 році територія села увійшла до складу Габсбурзької монархії (від 1804 — Австрійської імперії). У 1786 році було засновано німецьку колонію Дорнфельд (нім. Dornfeld — колючкове поле) тепер це с. Тернопілля.
А в 1777 р. Добряни купив великий земельний магнат граф Потоцький. 1865 р. в селі було засновано школу, вчитель якої одержував мізерну зарплатню — 100 золотих. У 1880 р. в Добрянах нараховувалось 125 хат і проживало 725 чоловік. У 1896 році було вже близько 140 хат. Тоді ж було засновано читальню. Втікаючи від недолі, 13 сімей емігрувало за океан. Хоча в селі й існувала однокласна дворічна школа з одним учителем і відвідувало її понад 160 дітей, усе ж тут нараховувалося 55 чоловік зовсім неграмотних, а ще 20 ледве вміли підписуватись. Велике було і майнове розшарування селянства. Тут нараховувалось 40 кукркулів, у той же час було 55 бідняцьких сімей, які не могли прохарчуватися зі свого господарства. У 21 господарстві не було ніякої худоби, до 100 чоловік ходили на заробітки до міст. Великим землевласником була церква Різдва Христового, якій належало 59 га землі. У 1934 р. в добрянах продовжувала працювати стара читальня, у якій нараховувалось всього 300 книжок. В ній працював театральний гурток. Через два роки на власні кошти селяни збудували власну читальню з місцевого матеріалу, дерево возили з лісу із-за Красова. В ній молодь ставила п'єси, давала концерти. Щоб поставити виставу, селяни мусили йти по дозвіл до польських жандармів, які перевіряли репертуар. 14 чнрвня 2016 році в Добрянах хоотіли обладнати смітєзвалище але селяни не дозволили це зробити ця спроба поновилася 17 березня 2017 року на цей раз селяни перекрили дорогу.

## Населення

### Мова
Розподіл населення за рідною мовою за даними перепису 2001 року:
| Мова       | Кількість | Відсоток |
| ---------- | --------- | -------- |
| українська | 364       | 99.45%   |
| білоруська | 2         | 0.55%    |
| Усього     | 366       | 100%     |